# موش مانداب دالمن
موش مانداب دالمن (نام علمی: Otomys dollmani) نام یک گونه از سرده موش‌های مانداب است.